# Christoph Karl Ludwig von Pfeil

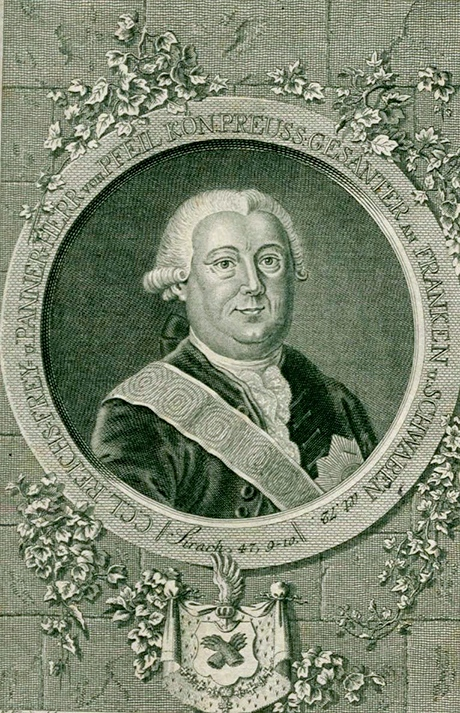
Christoph Karl Ludwig von Pfeil

Christoph (selten: Christian) Karl Ludwig Reichsfreiherr von Pfeil (* 20. Januar 1712 in Grünstadt; † 14. Februar 1784 in Unterdeufstetten bei Crailsheim) war ein Jurist, Diplomat, Staatsminister, evangelischer Liederdichter und Schriftsteller.

## Leben
Er wurde als Sohn des späteren württembergischen Oberhofgerichtsassessors Quirin Heinrich von Pfeil und seiner Gattin Anna Beata geb. von Breitschwerdt-Ehningen geboren, Tochter des Juristen Philipp Leonhard von Breitschwerdt (1654–1712), dessen Epitaph in der Marienkirche Ehningen erhalten ist. Der Vater stammte aus dem schlesischen Adelsgeschlecht von Pfeil und stand damals zu Grünstadt in gräflich leiningischen Diensten. Taufpaten wurden die Grafen von Leiningen und noch später war eine kostbare, silberbeschlagene Bibel im Familienbesitz, welche die Gräfin als Taufgeschenk gegeben hatte.
Christoph Karl Ludwig von Pfeil studierte von 1728 an in Halle, wo er durch August Hermann Francke beeinflusst wurde, und danach in Tübingen Rechtswissenschaft. Unter dem Einfluss seiner in Stuttgart lebenden Schwester erlebte er seine christliche Bekehrung. Pfeil nahm in Württemberg 1737 eine Anstellung als Staats- und Verwaltungsmann an, die er ab 1763 in Preußen mit glänzendem Erfolg als Staatsminister fortsetzte. Seit 1760 war er Ehrenmitglied der Bayerischen Akademie der Wissenschaften und erwarb 1761 das Rittergut Unterdeufstetten als Wohnsitz, wo er in der Schlosskapelle beigesetzt ist.
Im Geburtsort Grünstadt ist die Von-Pfeil-Straße nach ihm benannt.
Am 12. Oktober 1734 heiratete er Anna Maria von Fürst und Kupferberg (1716–1794), Schwester des preußischen Juristen Maximilian von Fürst und Kupferberg. Das Paar hatte mehrere Kinder, darunter:
- Sabine Magdalene ⚭ Freiherr Carl Albrecht von Metz
- Dorothea Marie Magdalene

⚭ 23. September 1766 Carl Ernst Gottlieb von Jungkenn († 17. Juli 1767)
⚭ 4. Dezember 1770 Freiherr Alexander Wilhelm Albrecht von Seckendorff-Gutend (* 31. Juli 1744; † 27. März 1809)

## Werk
Pfeil war darüber hinaus ein fruchtbarer Kirchenliederdichter und religiöser Schriftsteller. Zeit seines Lebens ließ er selbst allein 940 Lieder drucken. Außerdem verfasste er eine gereimte Übersetzung mehrerer Bibelteile.
Angeregt durch eine Bibeladaption von Johann Albrecht Bengel („Erklärte Offenbarung Johannis“), die 1740 veröffentlicht wurde, ließ Pfeil 1741 eine Gedichtsammlung über dieses Buch unter dem Titel „Apokalyptische Lieder von der offenbarten Herrlichkeit und Zukunft des Herrn für die, welche die Probst-Bengelsche Erklärung und Reden über dieselbige zu lesen pflegen“ drucken. Dieses Werk war zu seiner Zeit derart erfolgreich, dass weitere Auflagen 1743 bzw. 1753 folgen konnten.
Sein religiöser Einfluss in evangelisch-pietistische Kreise war stark. Von dem evangelischen Berliner Lehrer und Liederdichter Friedrich Samuel Dreger ist beispielsweise bekannt, dass dieser aufgrund eines Kirchenlieds Pfeils christliche Bekehrung erfuhr. Auch seine Ur-Enkelin Henriette von Seckendorff-Gutend wurde entscheidend von ihm beeinflusst.

## Veröffentlichungen
- 1741 eine Gedichtsammlung zum Buch der Offenbarung des Johannes
- 1747 „Evangelischer Liedpsalter“ mit einer Vorrede von Bengel.
- 1782 „Memminger Gesangbuch“ (Auswahl seiner Lieder)
- 1783 „Dinkelsbühler Gesangbuch“ (Auswahl seiner Lieder)

In Albert Knapps Sammlung »Evangelischer Liederschatz« von 1865 finden sich immerhin noch 22 Lieder.
Von seinen Kirchenliedern fand sich im Evangelischen Kirchengesangbuch (EKG), das bis 1993 in Gebrauch war, unter Nummer 275 das Lied „Betgemeinde, heilge dich“ zu einem Text in der Offenbarung des Johannes (Kapitel 8, Verse 3–5). Im Regionalteil des Evangelischen Gesangbuchs der Landeskirche in Württemberg ist es bis heute unter der Nummer 614 zu finden.